# Église Saint-Étienne de Janville
Pour les articles homonymes, voir Église Saint-Étienne et Saint-Étienne (homonymie).
L'église Saint-Étienne est une église catholique située à Janville, dans le département français d'Eure-et-Loir, en région Centre-Val de Loire.

## Historique
L'édifice est classé au titre des monuments historiques en 1934 et recensé par l'inventaire général du patrimoine culturel.

L'église Saint-Étienne
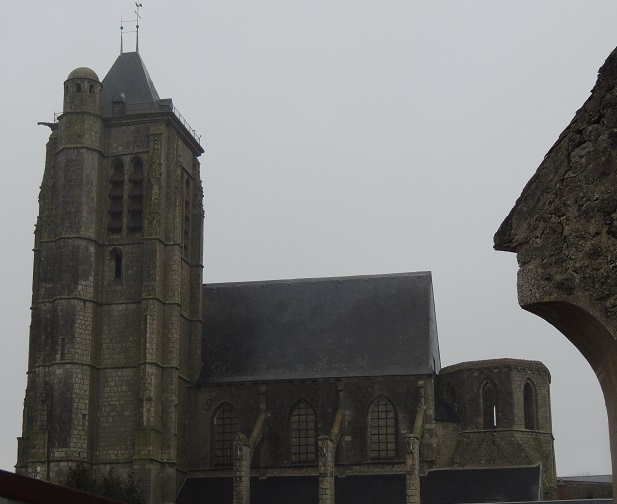
Façade sud.
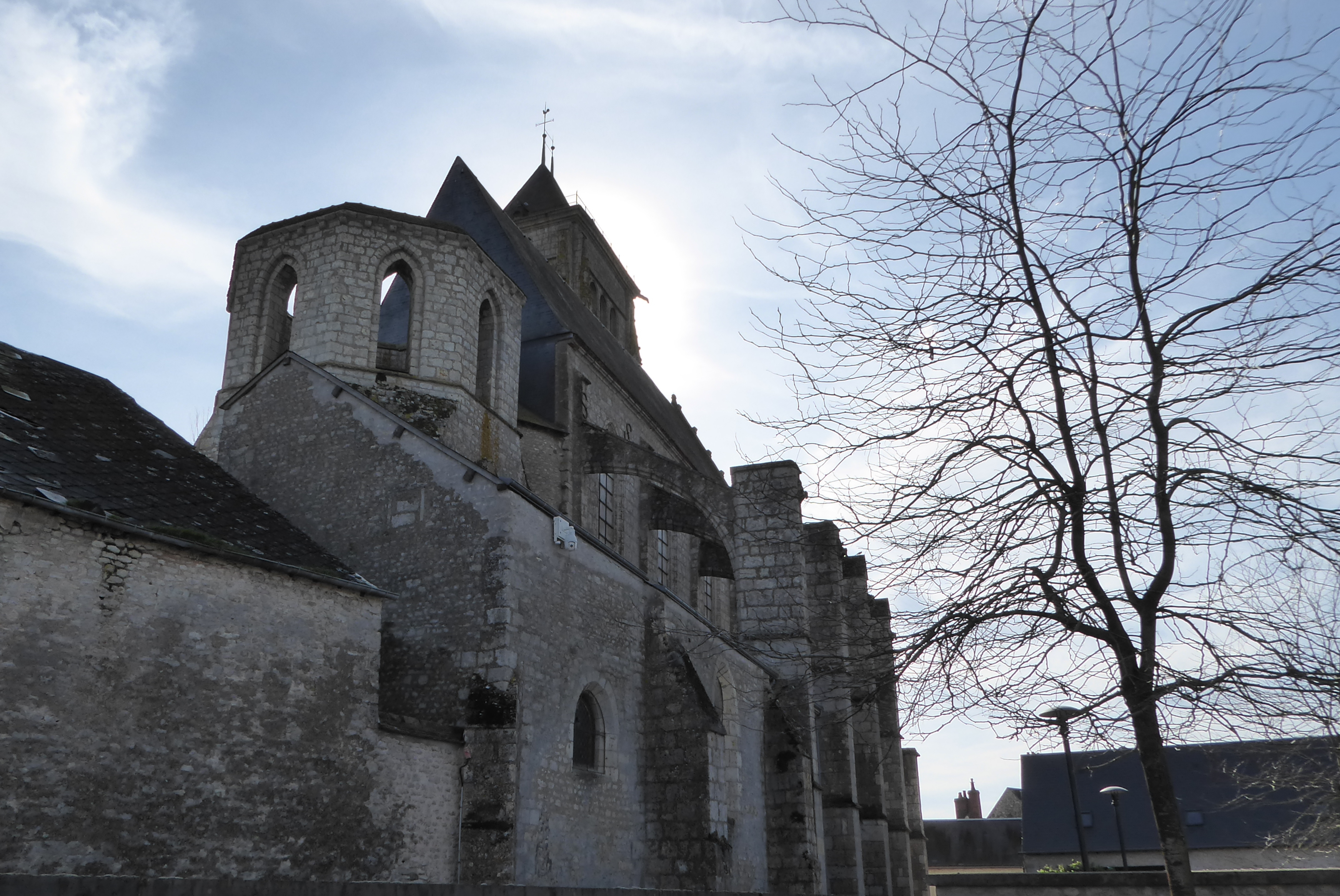
Vue nord-est.

## Mobilier

### Vitraux
Un ensemble de treize verrières, réalisées par les ateliers Lorin à Chartres entre 1890 et 1897, puis par Charles Lorin en 1921, figurent à l'inventaire général du patrimoine culturel,,.
La lapidation de saint Étienne est représentée dans la baie n°5, ainsi que des scènes de la vie du Christ et de la vie de la Vierge dans l'oculus et la verrière centrale du portail ouest (baies 16 et 107), encadrée de deux verrières ornementales à motifs végétaux (baies 12 et 15) :

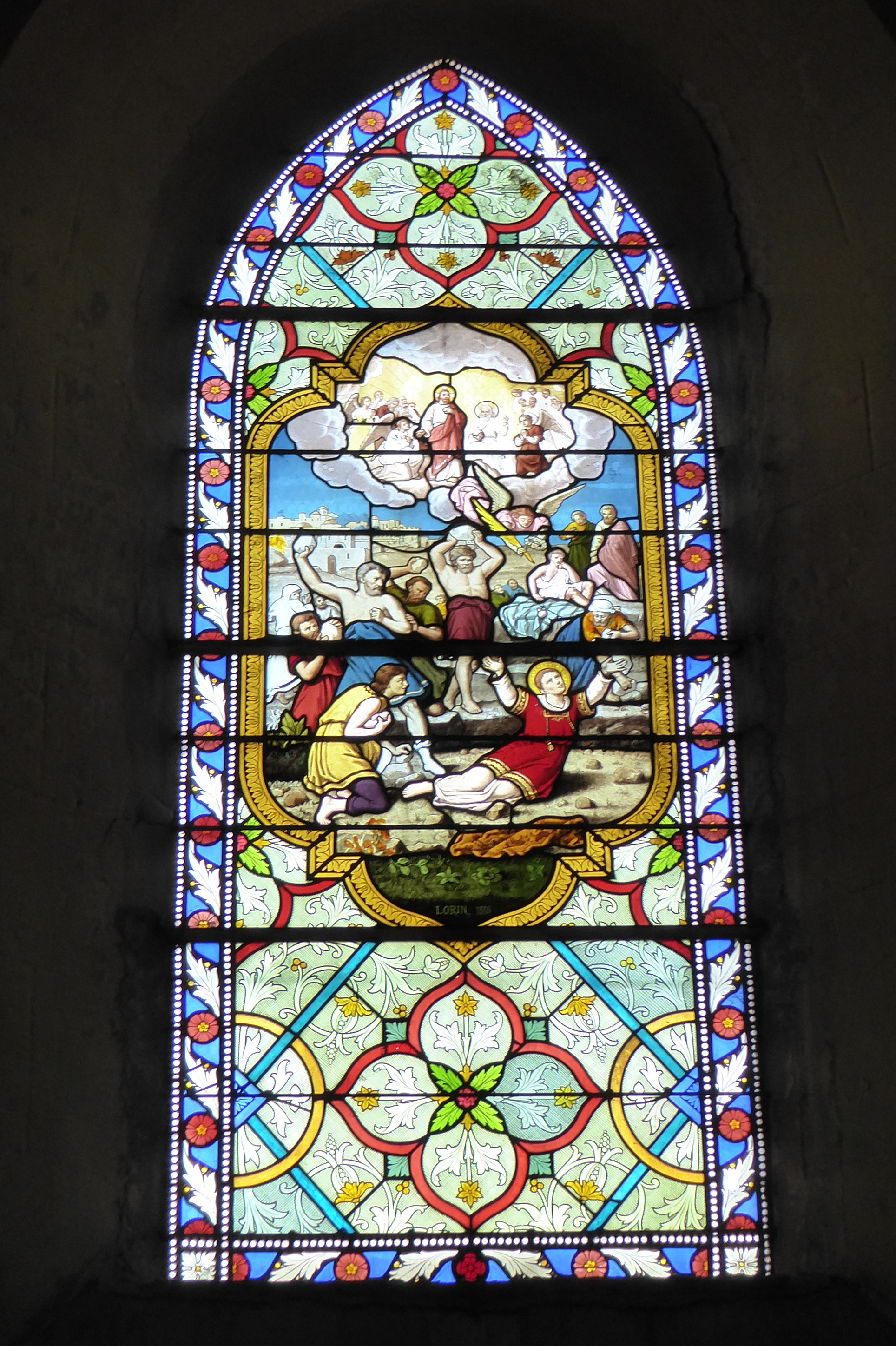
Lapidation de saint Etienne 1895.
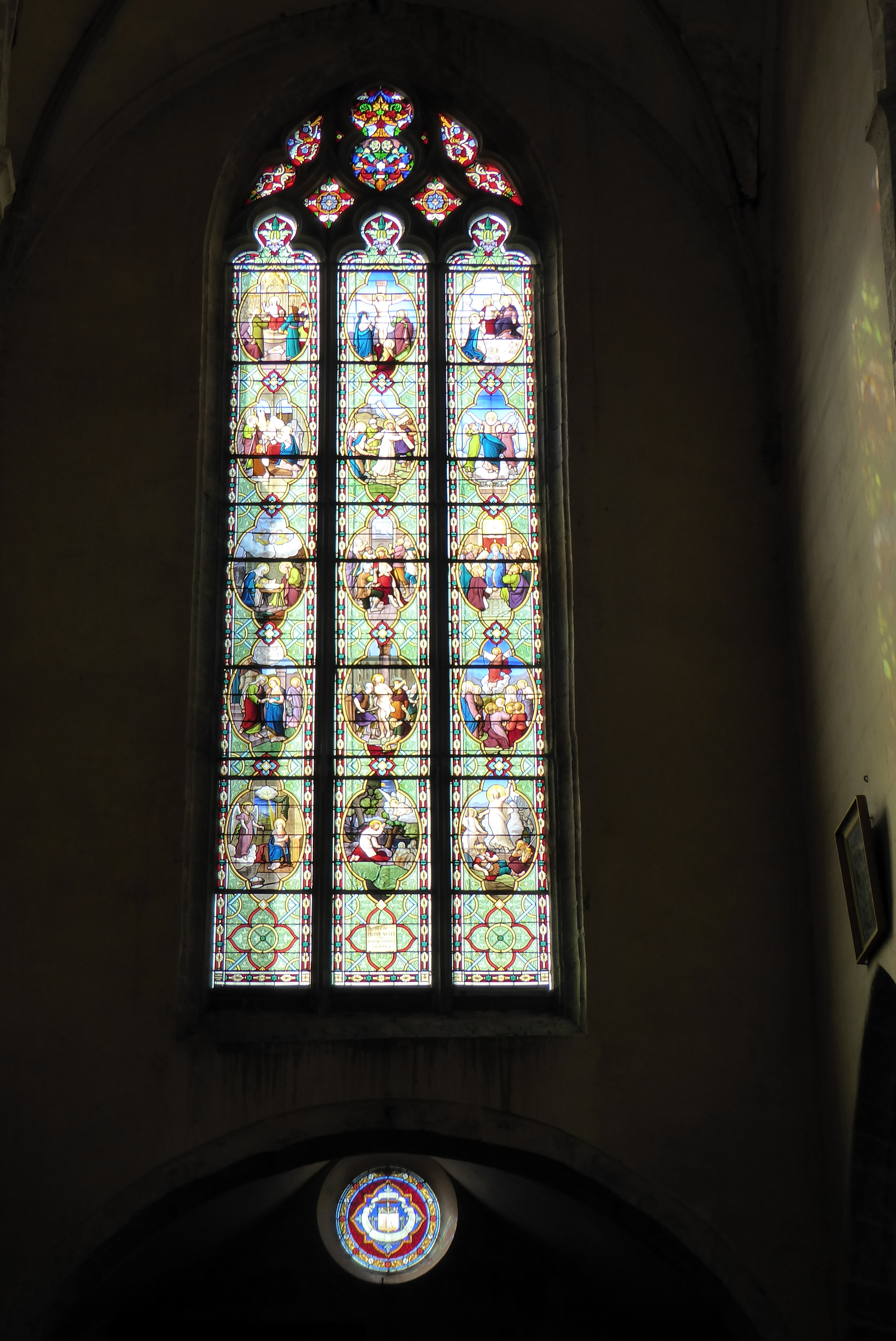
Verrières ouest 1897, 1921

Figure également une série sur les sept sacrements :

Les sept sacrements par les ateliers Lorin
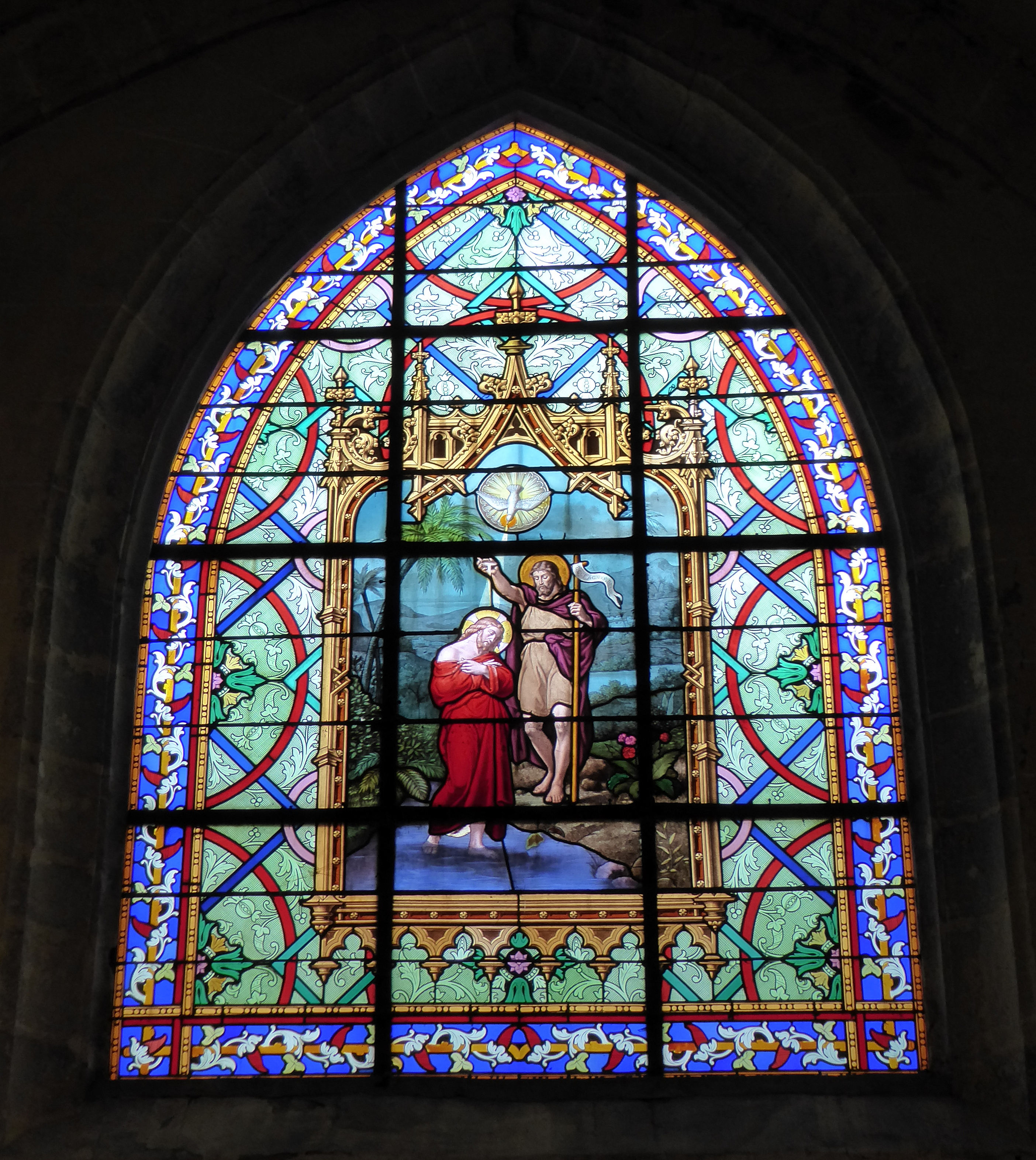
Le Baptême.
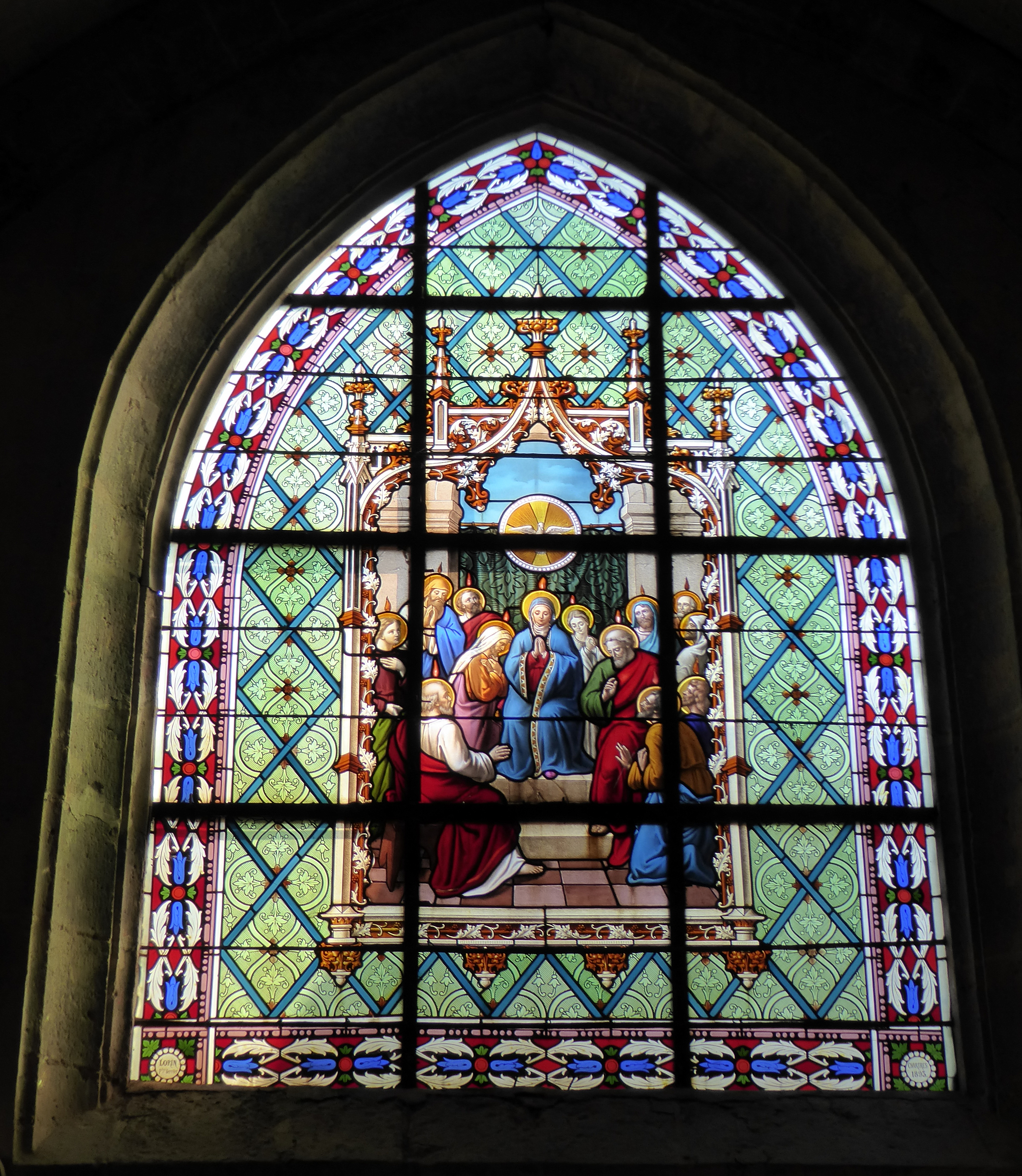
La Confirmation 1893.
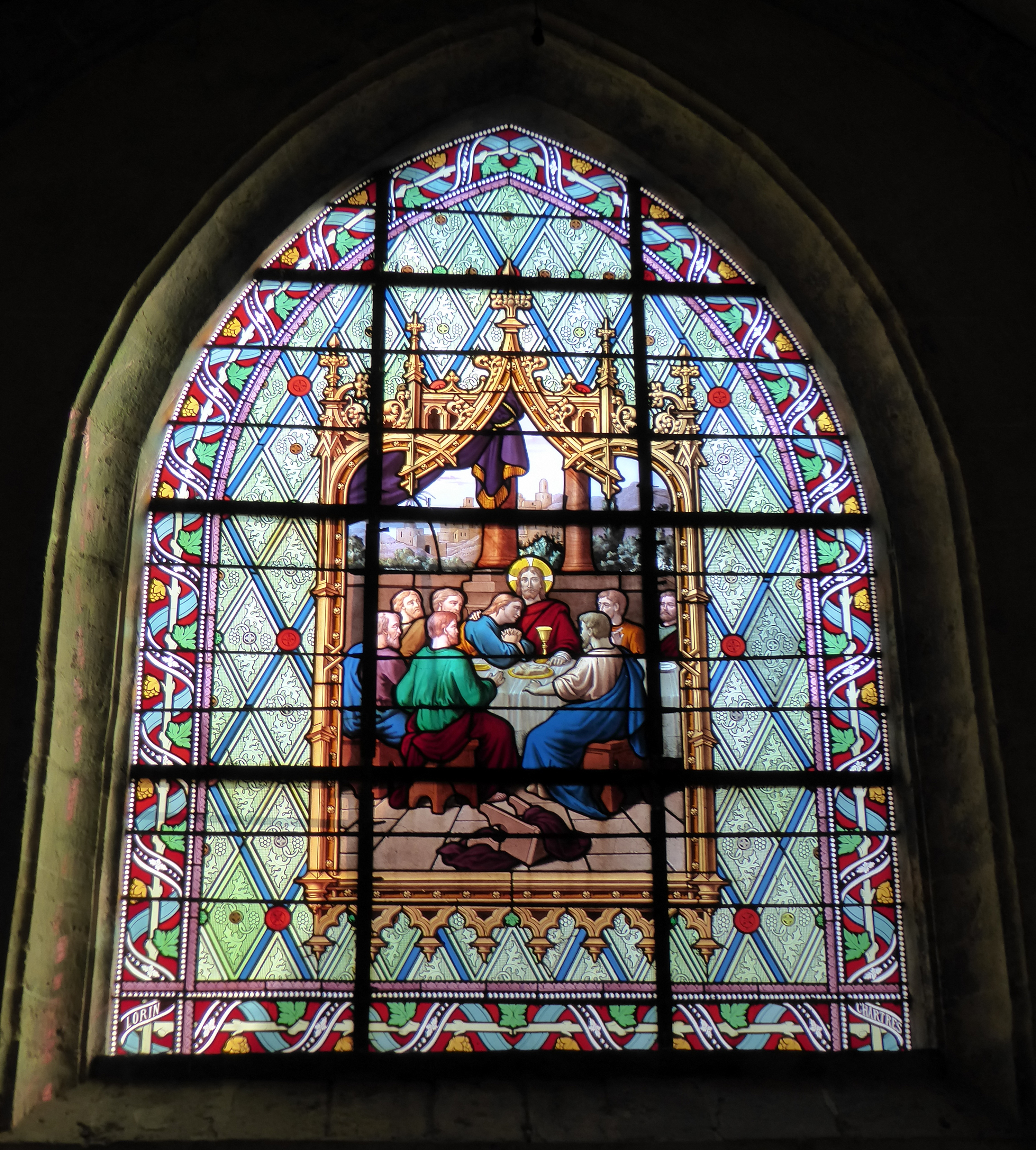
L'Eucharistie.
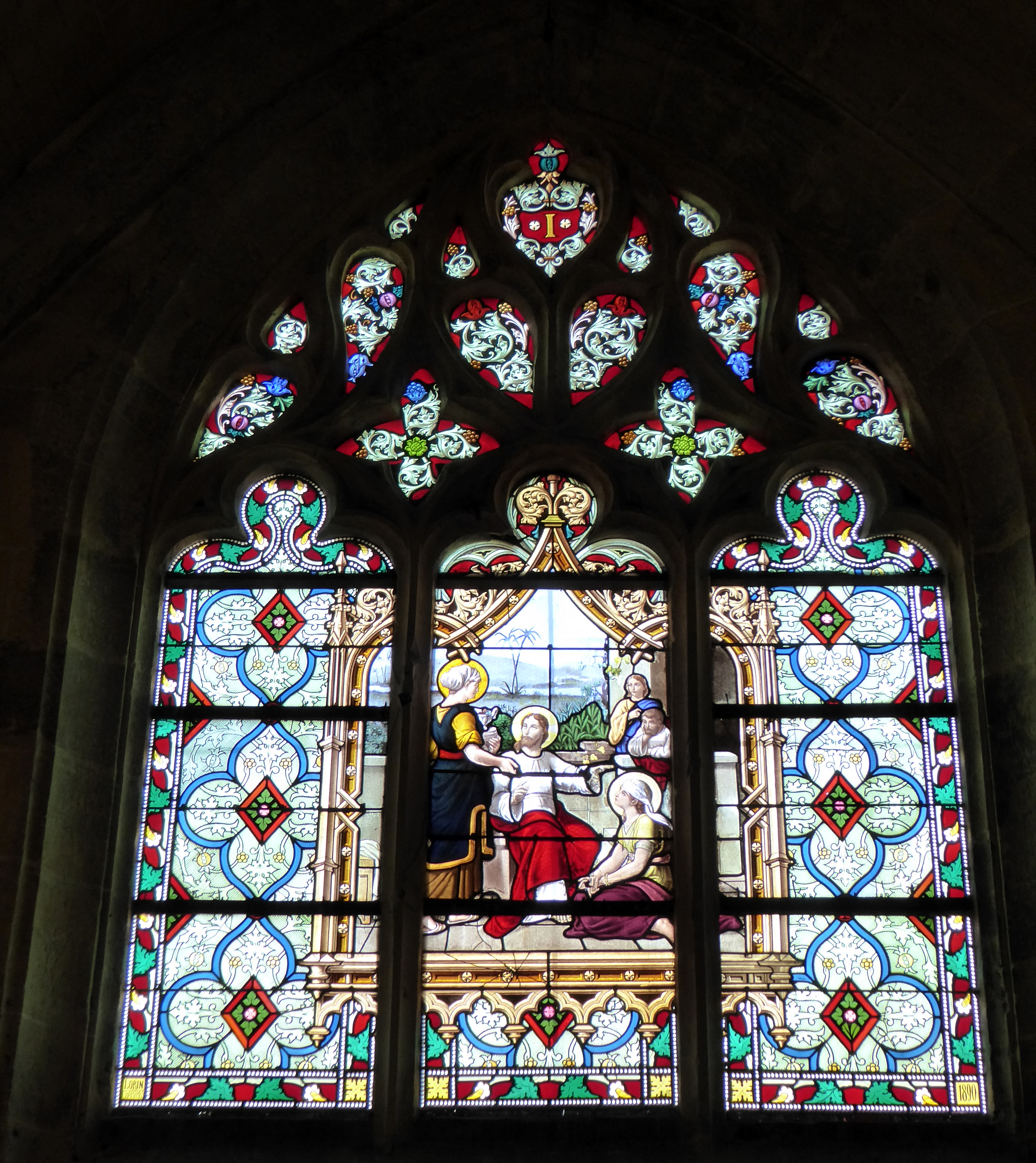
La Pénitence 1890.
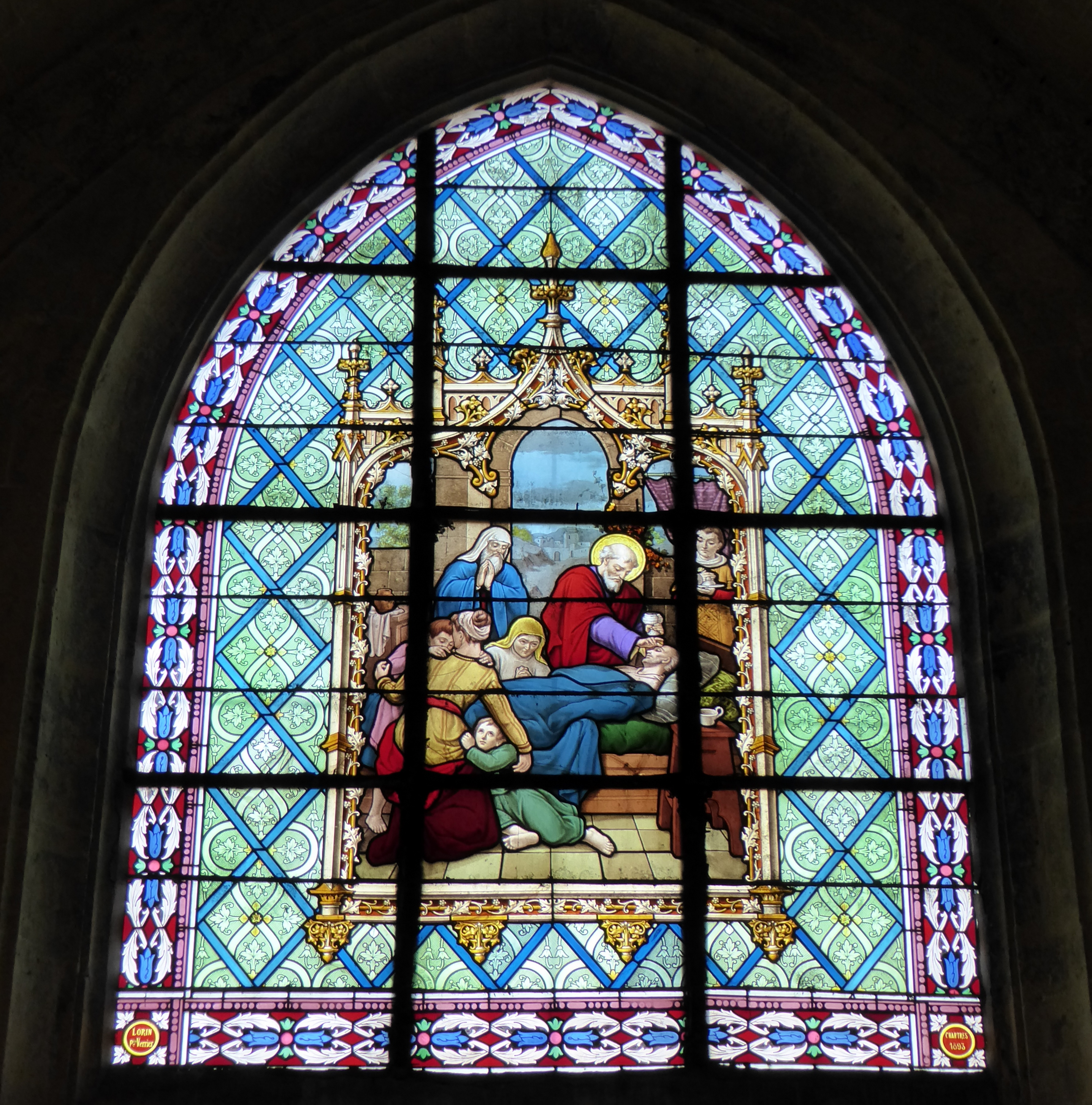
L'Extrême-onction 1893.
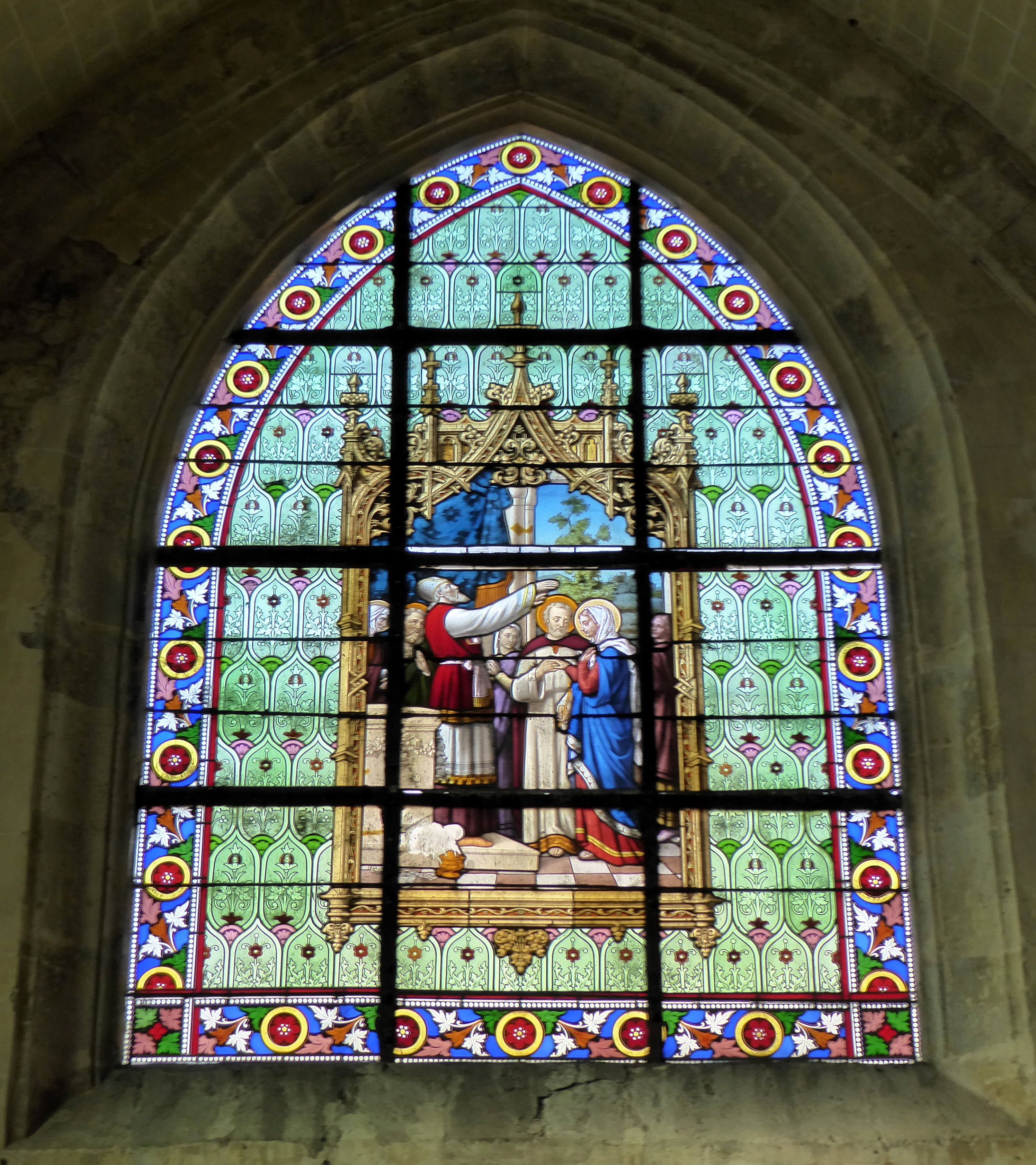
Le Mariage.
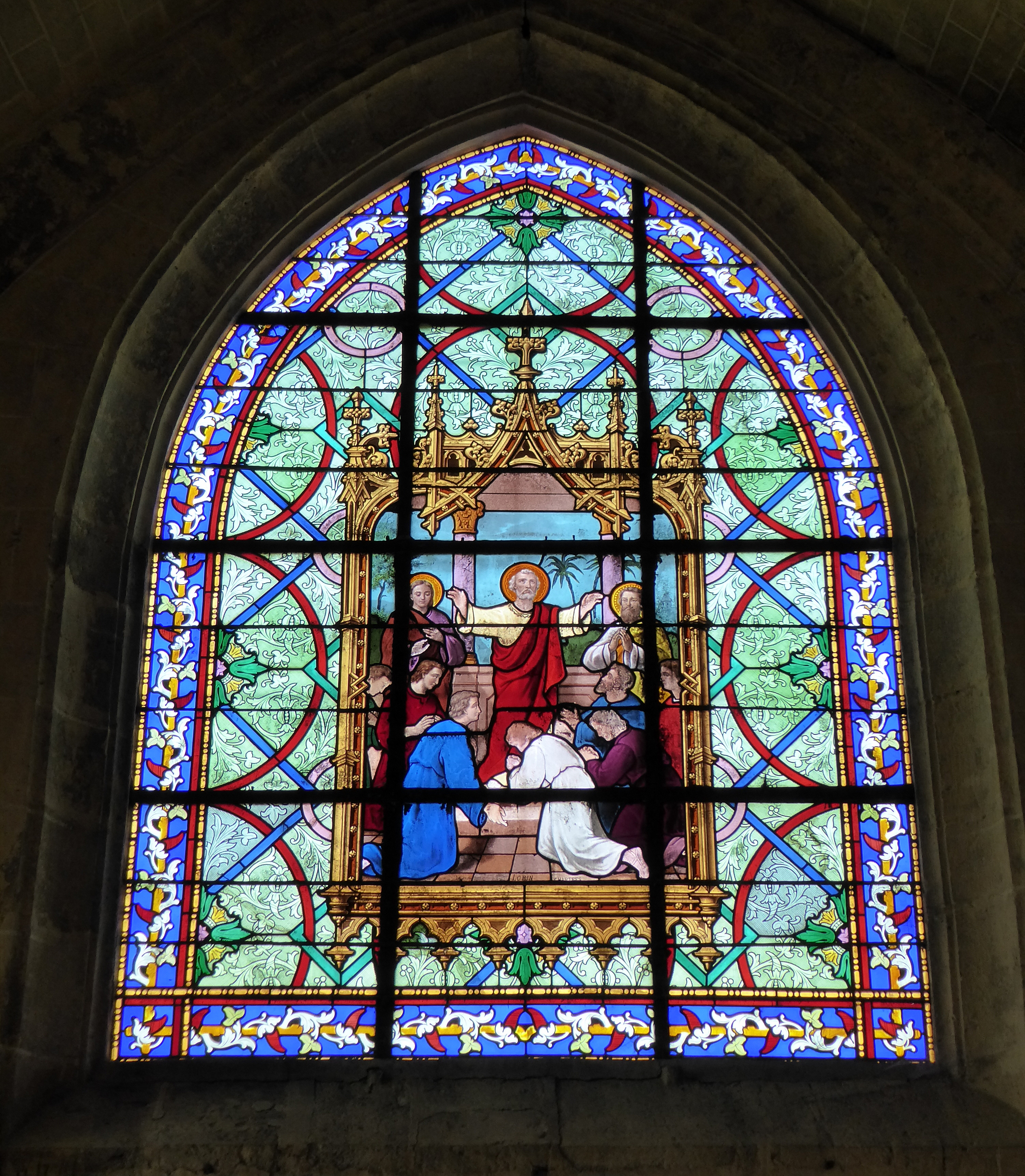
L'Ordination.

### Peintures

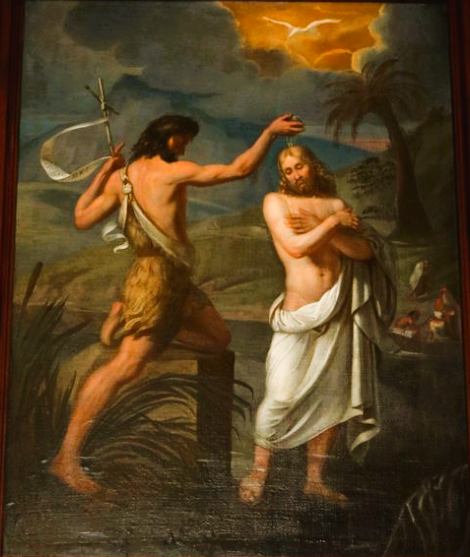
Baptême du Christ de Jean-Louis-César Lair, 1809,.

L'église abrite notamment un tableau de Jean-Louis-César Lair, dit aussi Lair de Janville, Le Baptême du Christ, daté de 1809,  Inscrit MH (2003).

## Paroisse et doyenné
L'église Saint-Étienne de Janville fait partie de la paroisse sainte Jeanne d'Arc en Beauce, relevant du doyenné de Beauce.